# 2025年ドナルド・トランプ大統領就任式
2025年ドナルド・トランプ大統領就任式（にせんにじゅうごねんドナルド・トランプだいとうりょうしゅうにんしき）は、2025年1月20日（アメリカ東部時間）に挙行された、ドナルド・トランプの第47代アメリカ合衆国大統領就任、およびJ・D・ヴァンスの第50代副大統領就任に際して、それぞれ就任宣誓を披露する式典である。氷点下の気温と強風のため、アメリカ合衆国議会議事堂のロタンダ内で行われた。屋内で行われたのは1985年のロナルド・レーガンの2度目の就任式以来である。
非連続の大統領再就任は1893年のグロバー・クリーブランドの2度目の就任式以来2度目。また、関連行事の費用の大半は税金が使われず、トランプが組織した就任式実行委員会への寄付金で賄れた。ウォールストリート・ジャーナル紙によると、過去最高の2億ドル（約310億円）以上が集まった。
トランプを支持するイーロン・マスクをはじめ、Googleのサンダー・ピチャイ、Appleのティム・クック、Metaのマーク・ザッカーバーグ、Amazon.comのジェフ・ベゾス、TikTokの周受資などIT業界の大富豪が多く出席し、特にマスクはナチス式敬礼とも思われるポーズを3度も行った事が話題となった（イーロン・マスクの仕草に関する論争）。その他、ミリアム・アデルソン、ルパート・マードック、ベルナール・アルノーなど多くのIT企業以外のビリオネアも参加した。
アルゼンチンのハビエル・ミレイ大統領、イタリアのジョルジャ・メローニ首相、招待された習近平国家主席（党総書記）の名代で中国の韓正国家副主席が歴史的に米国政府の要人やその親族が座ってきた壇上に並び、大統領就任式での外国首脳の参加はアメリカ史上初であった。日本の岩屋毅外務大臣も招待を受けて演台から斜め向かい側の席で出席した。